# Acteocina culcitella
Acteocina culcitella is een slakkensoort uit de familie van de Tornatinidae. De wetenschappelijke naam van de soort is voor het eerst geldig gepubliceerd in 1853 door Gould.